# Suplent
Suplent (latin. supplere, dopolniti), nekdanji izraz za pripravnika.
Suplent (ženska oblika suplentka) je bil nekdaj pripravnik na sodišču ali šoli, tudi učiteljski, profesorski pripravnik ali pomožni učitelj na visokih šolah.
V zvezi z izrazom suplent sta tudi izraza suplenca in suplirati (lat. supplere, dopolniti) v pomenu nadomestovanje, nadomeščanje, zamenjava, nadomestiti koga (zlasti učitelja).